# Bjerrome säteri
Bjerrome Säteri var ett tidigare säteri beläget vid  Vessigebro i Vessige socken, Falkenbergs kommun. På 1450-talet ägdes "Bjerrome Hofgaard" av Åke Axelsson (Tott).Lennart Bock och Margareta Lilliehöök bildade omkring 1690 ett säteri. Detta bestod först av omkring tio gårdar, men växt över tid till sig. Säteriet köptes 1730 av Johan Pahl, som också bosatte sig på säteriet. Säteriet kom därefter att ägas av hans släktingar. Storskifte genomfördes i Bjerrome och Möllegård 1786. Säteriet avvecklades 1833-1835, då samtliga gårdar såldes till privat gårdsjordbruk.
Mangårdsbyggnaden uppfördes på 1700-talet.[källa behövs]

## Ägare
- 1450 - Åke Axelsson (Tott), riksråd
- 1480 - Sten Sture
- 1497 - Svante Nilsson Sture (Natt och Dag)
- 1663 - 1665 Bengt Christoffersson Lilliehöök af Gälared och Kolbäck, landshövding
- 1665 - 1685 Anna Ekeblad (genom arv)
- 1685 - 1716 Margareta Lilliehöök af Gälared & Kolbäck
- 1730 - 1748 Johan Pahl, kapten
- 1748 - 1782 Anna Cecilia Pahl (genom arv)
- 1791 - 1820 Carl Henrik Lilliehöök af Gälared och Kolbäck, kapten
- 1820 - 1832 Christina Margareta von Rajalin (genom arv)